# Елиза тест
Елиза тест је медицински тест који одређује присуство антитела у крви, као одговора на ХИВ инфекцију. Присуство ових антитела означава да је особа ХИВ позитивна.